# Xerocrassa gharlapsi
Xerocrassa gharlapsi is een slakkensoort uit de familie van de Hygromiidae. De wetenschappelijke naam van de soort is voor het eerst geldig gepubliceerd in 1987 door Beckmann.